# Манни, Этторе
Этторе Манни (итал. Ettore Manni; 6 мая 1927, Рим, Лацио, Италия — 27 июля 1979, там же) — итальянский актёр кино и телевидения.

## Биография
В раннем возрасте остался сиротой. Поступил в медицинский институт, позже попытался изучать право и архитектуру, однако учёбы не закончил.
Ещё будучи студентом, попал на съемочную площадку режиссёра Луиджи Коменчини, где в 1952 году снялся в фильме «Толпа белых людей» (La tratta delle bianche).
Обратил на себя внимание после исполнения роли Марка Антония в комедии Марио Матолли «Две ночи с Клеопатрой» (1953), где его партнёрами были Софи Лорен и Альберто Сорди.
В конце 1950-х годов играл, в основном, отрицательные роли в приключенческих фильмах и спагетти-вестернах.
В 1950—1960-е годы Этторе Манни исполнял главные роли в фильмах выдающихся итальянских кинорежиссёров — Луиджи Коменчини, Альберто Латтуада, Дино Ризи, Марио Сольдати, Дамиано Дамиани, Этторе Скола, Карло Лидзани, Джулиано Монтальдо, Марио Болоньини.
Одна из лучших ролей этого периода — Маню в экранизации романа Жана Жене «Мадемуазель» (1966, реж. Тони Ричардсон).
В 1970-е годы продолжал много сниматься, однако, чаще всего ему отводились второстепенные роли в криминальных и эротических фильмах.
С 1952 по 1979 год снялся в 107 фильмах.
Погиб в Риме, случайно застрелив себя при неосторожном обращении с оружием.

## Избранная фильмография
- 1980 — Город женщин / La Città delle donne — Доктор Ксавье Катзон
- 1979 — Мнимый больной / Il malato immaginario
- 1978 — Человек на коленях /Un Uomo in ginocchio — Винченцо Фабриканте (озвучание — Феликс Яворский)
- 1978 — Серебряное седло / Sella d’argento
- 1978 — Замкнутый круг / Circuito chiuso
- 1978 — Железный комиссар / Il Commissario di ferro
- 1977 — Плагиат/ La Bidonata — Этторе
- 1977 — Именем папы-короля / In nome del papa re
- 1976 — О, Серафина! / Oh, Serafina! — отец Серафины
- 1976 — Исполнители / Gli esecutori
- 1976 — Жестокие полицейские / Poliziotti violenti — Вьери, адвокат
- 1975 — Прекрасная нимфа / Divina creatura — Марко Пизани, профессор
- 1975 — Грешница / La Peccatrice — Сантузо
- 1975 — Всем полицейским экипажам / …a tutte le auto della polizia
- 1975 — Берегись шута / Attenti al buffone — друг Чезаре
- 1974 — Случаи из жизни приличных людей / Fatti di gente perbene — Карло Секки
- 1974 — Неистовый Орландо / Orlando furioso — Карл Великий
- 1974 — Дикие псы / Cani arrabbiati
- 1974 — Герои в аду / Eroi all’inferno — Бакара
- 1973 — Лучшая сторона Паолины / Buona parte di Paolina — разбойник Гаспероне
- 1973 — Лошади Вальдеса / Valdez, il mezzosangue — шериф
- 1973 — Как можно быть таким ублюдком, инспектор Клифф? / Si può essere più bastardi dell'ispettore Cliff? — Морелл
- 1973 — Крупный калибр — Джесмундо, владелец сауны
- 1973 — Всё для друга / Amico mio, frega tu… che frego io!
- 1973 — Анна, это особое удовольствие / Anna, quel particolare piacere
- 1970 — Джанго и Сартана — финал / Arrivano Django e Sartana… è la fine — шериф
- 1969 — Я вырою тебе могилу / Sono Sartana, il vostro becchino
- 1969 — Битва за Эль-Аламейн / La Battaglia di El Alamein — итальянский капитан
- 1968 — Анжелика и султан / Angélique et le sultan — Язон
- 1967 — Странная ночь / La Notte pazza del conigliaccio
- 1967 — Неукротимая Анжелика / Indomptable Angélique — Язон
- 1967 — Молись… незнакомец! / Straniero… fatti il segno della croce!
- 1966 — Семь мужчин и потаскушка / Sept hommes et une garce — австрийский капитан
- 1966 — Ради нескольких долларов / Per pochi dollari ancora — Брайан
- 1966 — Мадемуазель / Mademoiselle — Маню
- 1966 — Архидьявол / L’I Arcidiavolo
- 1964 — Урсус, ужас Киргизии / Ursus, il terrore dei kirghisi
- 1964 — Гиганты Рима / I Giganti di Roma, (Италия, Франция)
- 1963 — Золото для Цезарей / Oro per i Cesari
- 1962 — Урсус и татарская девушка / Ursus e la ragazza tartara — принц Стефан
- 1962 — Самый короткий день / Il Giorno più corto
- 1962 — Красный шейх / Lo Sceicco rosso
- 1962 — Валиант
- 1961 — Геркулес покоряет Атлантиду / Ercole alla conquista di Atlantide — Андрокл
- 1960 — Легионы Клеопатры / Legions of the Nile — Курридиус
- 1960 — Гробница Фараона / Il Sepolcro dei re — Ризи
- 1960 — Восстание рабов / La Rivolta degli schiavi
- 1960 — Аустерлиц / Austerlitz – Мюрат
- 1959 — Десять ружий наготове / Diez fusiles esperan
- 1958 — Прощай навсегда! / Addio per sempre
- 1958 — Он вор, она воровка / Ladro lui, ladra lei — Раймонди
- 1958 — Восстание гладиаторов/ La Rivolta dei gladiatori — Марк
- 1957 — Мариза-кокетка / Marisa la civetta — Луиджи
- 1957 — Бедные, но красивые / Poveri ma belli — Уго
- 1955 — Ялис, богиня Ронкадора / Yalis, la vergine del roncador
- 1955 — Подруги / Le Amiche — Карло
- 1954 — Аттила / Attila, il flagello di Dio — Бледа
- 1953 — Сельская честь / Cavalleria rusticana
- 1953 — Корабль проклятых женщин / La Nave delle donne maledette — Педро Де Силва
- 1953 — Две ночи с Клеопатрой / Due notti con Cleopatra — Марк Антоний
- 1952 — Торговля белыми рабынями / La Tratta delle bianche — Карло
- 1952 — Толпа белых людей / La tratta delle bianche